# Eupithecia cuneata
Eupithecia cuneata es una especie de polilla de la familia Geometridae. La especie fue descrita por primera vez por András Mátyás Vojnits habiendo sido descrito en 1984, con distribución en China. El holotipo de la especie fue descrita en el sector de Li-kiang, al norte de la provincia de Yunnan. La derivación del nombre es del latín cuneatus, o "cuneiforme".